# Flynn Downes
Pour les articles homonymes, voir Downes.
Flynn Downes, né le 20 janvier 1999 à Brentwood, est un footballeur anglais qui évolue au poste de milieu de terrain à Southampton FC.

## Biographie

### En club
Le 5 août 2017, il fait ses débuts en faveur d'Ipswich Town, remplaçant Andre Dozzell.
Le 31 janvier 2018, il est prêté à Luton Town.

### En sélection
Avec les moins de 19 ans, il joue quatre matchs rentrant dans le cadre des éliminatoires du championnat d'Europe des moins de 19 ans 2018. Il n'est en revanche pas retenu pour la phase finale du championnat d'Europe qui se déroule en Finlande.

## Palmarès
- Vice-champion d'Angleterre de League Two (D4) en 2018 avec Luton Town
- Vainqueur de la Ligue Europa Conférence en 2023 avec West Ham United